# Andrew Nori
Andrew Nori (Honiara, 1952 - Honiara, 9 de julho de 2013) foi um advogado e político das Ilhas Salomão, indiscutivelmente mais conhecido por seu papel no conflito étnico em Guadalcanal no final dos anos 1990 e início dos anos 2000.
Seu pai, Nori Nono'oohimae, foi um dos fundadores do movimento de desobediência civil Maasina Ruru contra o domínio colonial britânico, na década de 1940.
Um barrister de profissão, Andrew Nori foi "um dos primeiros habitantes das Ilhas Salomão a se qualificar como advogado", e acabou se tornando presidente da Ordem dos Advogados das Ilhas Salomão.
Iniciou a sua carreira política quando foi eleito para o Parlamento Nacional nas eleições gerais de 1984, como parlamentar pela circunscrição eleitoral de West 'Are'are. O primeiro-ministro Sir Peter Kenilorea nomeou-o Ministro da Administração Interna e do Governo Provincial, cargo que ocupou durante quatro anos. Foi reeleito em 1989 e, como chefe da Frente Nacionalista para o Progresso, foi por um tempo nomeado Líder da Oposição Oficial ao governo do primeiro-ministro Solomon Mamaloni. Reeleito para o Parlamento para um terceiro mandato em 1993, foi nomeado Ministro das Finanças no governo do primeiro-ministro Francis Billy Hilly. Em setembro de 1994, renunciou diante de relatos de que mais de 70.000 dólares australianos haviam sido transferidos para sua conta bancária pessoal de "uma fonte estrangeira não identificada". Ele afirmou que havia declarado esse montante às autoridades competentes, porém estava deixando o cargo "até que seu nome fosse limpo". Jamais recuperou sua posição no Gabinete e foi derrotado em sua tentativa de manter seu assento no Parlamento nas eleições gerais de 1997. Isso marcou o fim de sua carreira na política nacional.
Quando os migrantes de Malaita em Guadalcanal começaram a ser sujeitos à violência de grupos militantes étnicos locais no final de 1999, e a organização armada Força Águia de Malaita foi formada para defender seus interesses, Nori, ele próprio um malaitano, emergiu rapidamente como o "líder" ou "porta-voz " da Força Águia.
Em 5 de junho de 2000, liderou a Força Águia em um golpe de Estado contra o primeiro-ministro Bartholomew Ulufa'alu, fazendo-o refém sob a mira de uma arma e exigindo sua renúncia. Nori acusou Ulufa'alu de não ter evitado uma escalada nos conflitos étnicos em Guadalcanal. A Força Águia foi temporariamente descrita como "no controle" da capital, Honiara. Nori disse à mídia australiana que liderou o golpe porque havia "a necessidade de uma mudança imediata na liderança e de que as questões relacionadas com a paz sejam focadas com mais seriedade e para que um método e mecanismo mais eficientes fossem estabelecidos para atender às questões de paz e na negociação entre as partes beligerantes em Guadalcanal". O golpe rapidamente levou à chegada de uma delegação do Grupo de Ação Ministerial da Commonwealth, que foi bem recebida por Nori, que expressou sua esperança de que isso resultaria na mediação da paz entre as facções étnicas. O Parlamento votou para eleger Manasseh Sogavare para o cargo de primeiro-ministro, substituindo Ulufa'alu, e os conflitos étnicos cessaram em sua maior parte com o Acordo de Paz de Townsville em outubro.
Nori se retirou do cenário político e continuou seu trabalho como advogado.
Faleceu no hospital em Honiara em 9 de julho de 2013 "após uma longa doença".